# Filaga
Filaga (La Filaca in siciliano; in passato Borgo San Ferdinando) è l'unica frazione di 220 abitanti di Prizzi, comune italiano della città metropolitana di Palermo in Sicilia.

## Geografia fisica

### Territorio
Posta in una conca a 828 m s.l.m., è circondata da montagne che superano i 1 000 metri di altezza.
È un piccolo borgo rurale, sorto sui resti dell'antico casale bizantino di La Filaca, lungo una delle vie di comunicazione tra i territori di Palermo e Agrigento.

## Storia
Nei pressi della borgata sono stati rinvenuti reperti dell'età del rame all'interno delle grotte verso Montescuro.
Il toponimo deriverebbe dal greco bizantino φυλακεῖον, «posto di guardia», o da φάκλα, «fiaccola».

### Età medioevale
Filaga conserva il nome di un antico presidio militare bizantino, Phylaké (Φυλακή) sorto intorno al 750 d.C., nello stesso anno in cui sorgeva anche quello di Prizzi (Πυρίζειν). Lo scopo e le finalità di Filaca erano quelle di proteggere i vari insediamenti dell’entroterra prizzese e le vie di comunicazione verso Palazzo Adriano, Bivona, Castronovo e Vicari. Esso fu anche un importante avamposto del Cenobio (o Laura) di monaci siculi-greci di San Cristoforo alle sorgenti del fiume Sosio. Questo territorio, con i suoi numerosi eremitaggi, doveva configurarsi come regione monastica del Vallo di Mazara. Nell’anno 839 i presidi bizantini della zona, compreso Phylaké, si arrendevano all'invasione musulmana. Il secolo X vide il progressivo abbandono di questa regione da parte dei monaci per la loro emigrazione in Calabria, nella regione del Mercurion. Personaggi significativi di questo periodo furono san Cristoforo da Collesano, sua moglie santa Calì e i loro figli san Saba e san Macario, seguiti da san Leoluca da Corleone, san Vitale da Castronovo e suo nipote Elia monaco a Melia. Sotto gli Arabi Filaga fu un prospero casale con piantagioni su larga scala di ulivi e mandorli, vigneti e alberi da frutta introdotti dai nuovi dominatori. Successivamente con i normanni, Matteo Bonello, signore su queste terre, nel 1160 rifondava il monastero di san Cristoforo e quello di san Michele (l'attuale chiesa del Carmine a Prizzi). A san Cristoforo giunsero presto i monaci cistercensi, creando il primo priorato latino nella Sicilia normanna. Questo fu dipendente dal monastero di santo Stefano della Torre in Calabria e poi Gancia dell’abbazia di Fossanova nel Lazio. Il Bonello donò al nuovo Priorato un vasto territorio che poi costituirà la baronia di Palazzo Adriano, come il territorio donato al priorato femminile di san Michele darà origine alla baronia di Prizzi.
Nel periodo di Federico II il casale della Filaca si ingrandì in un borgo con Chiesa ed un Ospedale (Hospitalis Flace) di proprietà dei cavalieri teutonici fino a quando il possesso non ritornò ai monaci cistercensi.

### Età moderna
Nel secolo XV, l’Abbazia di Fossanova nominò priore di san Cristoforo il monaco prizzese frate Nicolò Cotto, il quale si adoperò nell’impreziosire la chiesa con un retablo di scuola gaginiana (alcuni resti di quest’opera si trovano oggi esposti nell’abside della chiesa di san Ferdinando a Filaga).
I secoli XVI e XVII furono segnati dalla presenza di coloni albanesi (arbëreshë) di Palazzo Adriano nel feudo della Filaca (o Flaca), i quali si adoperarono per la bonifica della piana ridotta a palude. Costruirono canali, acquedotti, un abbeveratoio, un granaio, una scuderia e alcune case per l’alloggiamento delle famiglie dei coloni (costruzioni tutt’oggi esistenti e individuabili in via Duomo).
Impresa significativa fu la costruzione di una Zachia, che consisteva in un grosso muro di fabbrica per chiudere il passo nella zona orientale della piana e raccogliervi così le abbondanti acque sorgive di cui era ricco questo territorio. La Zachia, detta anche Biviero o Viviero di sant'Antonio, divenne un florido vivaio di tinche ed anguille e fu di proprietà del clero albanese, il quale ne fece una sorta di pia istituzione per sfamare i poveri di Prizzi e Palazzo Adriano. Per permettere il pescaggio ai soli poveri, nel 1700, fondarono nei pressi della Zachia anche una chiesa dedicata a Sant’Antonio Abate perché fosse la sede di un eremita-guardiano del vivaio. Il lago venne prosciugato nel 1797.
Nel 1787, Domenico Caracciolo, segretario di stato ed esteri del regno borbonico, già viceré di Sicilia, incamerava al Regio Fisco gli antichi possedimenti ecclesiastici di san Cristoforo e san Michele, ponendo fine alle due baronie di Prizzi e di Palazzo Adriano. I due territori venivano nel contempo annessi alla Real Commenda della Magione di Palermo (una grossa azienda demaniale istituita nel 1786), la quale tentò di attuare, contro le resistenze del baronaggio locale, un programma di riforma agraria, ma che di fatto si risolse nella concessione, sotto forma enfiteutica, di queste terre a vari notabili e aristocratici.
Nel 1792, il barone Pietro Rostagno di Palermo, gabellotto del Feudo della Flaca, fece richiesta alla Magione per la concessione enfiteutica dello stesso feudo, che gli venne concesso con l’obbligo di censuare 50 salme di terra a 50 braccianti, di costruire nei pressi della strada regia un fondaco, una locanda, un magazzino (oggi baglio Arezzo), 50 case e ingrandire la chiesa preesistente.
Il nuovo insediamento incluse le precedenti costruzioni albanesi e vide la luce nel 1795. Esso venne realizzato secondo un progetto-tipo messo a punto nel 1788 dall’ingegnere Carlo Chenchi e Saverio Simonetti amministratore della Commenda della Magione. Al nuovo borgo venne dato il nome di San Ferdinando Bon Riposo, in onore di Re Ferdinando VI di Borbone. Un identico insediamento e con lo stesso nome doveva sorgere anche nel feudo della Margana (dove oggi sorge portella della Croce). La nuova fondazione di San Ferdinando, con le sue 50 case, organizzate in cinque isolati di 10 case ciascuna, tra la casa padronale, il baglio e la chiesa, fu l’espressione di un progetto ufficiale ispirato alle precedenti esperienze baronali in fatto di colonizzazione del territorio, ma aperto a nuove concezioni urbanistiche di matrice illuminista. Il Borgo di San Ferdinando a buon titolo può essere considerato un importante e primo documento della nuova urbanistica rurale della Sicilia di fine Settecento. Nel 1799, al fondatore Rostagno venne concesso il titolo di primo marchese di San Ferdinando, titolo e possesso che nel 1825 passarono al figlio Francesco. Stemma araldico della famiglia era uno scudo con sei rose su sfondo rosso e blu.
L’antico legame tra Filaga e Palazzo Adriano oggi trova espressione solo nel rito bizantino, nel quale ogni anno si celebra la festa del Santo patrono S. Antonio Abate.

### Età contemporanea
Dal 1814 al 1859 il borgo fece parte del distretto di Bivona in provincia di Girgenti. 
Nel 1859 il borgo venne aggregato alle competenze amministrative del territorio del Comune di Prizzi con decreto del 16 giugno 1859, il re Francesco II dispose che la borgata di San Ferdinando, "cessando di far parte del Comune di Bivona in Provincia di Girgenti, è riunita al Comune di Prizzi nella città metropolitana di Palermo, per tutti i rami amministrativo, giudiziario e finanziero". 
Ai Rostagno, nel possesso del borgo, successero i marchesi Arezzo.
Orazio Arezzo rinnovò le strutture e diede un nuovo impulso all’economia impiantando una florida masseria. Gli successe il figlio Emanuele (1875–1935) che si distinse come uomo di grande impegno civile, religioso e culturale. Questi dal 1900 al 1905, nella sua qualità di presidente del 2º Gruppo dell’Opera dei Congressi in Sicilia fece di Filaga un centro propulsore del movimento cattolico nel Corleonese e nell’Agrigentino. In queste contrade l’esperienza dei fasci siciliani aveva fatto nascere un vivace movimento socialista, e il moderatismo cattolico non poteva restare estraneo a quelle vicende sociali.  L’Arezzo, sensibile ai richiami della Rerum Novarum, si prodigò insieme all’arciprete prizzese Pietro Campagna e all’arciprete di Palazzo Adriano, Papas Alessi, per la fondazione della Lega Democratica Cattolica e delle casse rurali. Inoltre il marchese, aristocratico filantropo, operò concretamente per il benessere dei contadini del suo borgo. Censuò altre terre che permisero al alcune famiglie di costruire il lato destro di via San Ferdinando. Da raffinato poeta scrisse un bucolico poemetto su Filaga.
Il movimento socialista, dal canto proprio, si raccolse attorno al capolega Giuseppe Cascio. Furono anni quelli di grandi fermenti sociali, politici e culturali, ed entrambi i personaggi contribuirono a forgiare una particolare personalità del filaghese.
Durante la Grande Guerra il borgo perse quattro giovani soldati nel conflitto.
In epoca fascista al borgo venne riassegnato il vecchio nome di Filaga. Nel 1932, il dittatore Benito Mussolini giunse nel borgo per inaugurare l’acquedotto di Montescuro. Di quegli anni sono l’ampliamento urbanistico della borgata con diverse nuove abitazioni, una scuola ed una stazione ferroviaria. In quel periodo Filaga raddoppiò la sua popolazione raggiungendo circa 800 unità. Con la Seconda Guerra Mondiale nel 1943 l’aviazione alleata bombardò l’intera area a causa dei presìdi tedeschi e la popolazioni dovette rifugiarsi per diversi giorni nelle grotte verso Montescuro.
Con la riforma agraria del 1950, Filaga fu ampliata con 27 nuove case coloniche concesse agli assegnatari prizzesi con relativo lotto di terra dell’ex feudo.
Nel 1970 l’ESA dotò la borgata di un nuovo edificio scolastico, una nuova chiesa ed alcuni alloggi, oggi proprietà del comune di Prizzi.
Tra il 1991 e il 1995, Filaga fu sede degli stages di formazione politica del movimento politico La Rete, guidato da Leoluca Orlando.
Oggi la borgata è meta di villeggiatura estiva grazie alla salubrità dell'aria e ad un paesaggio incontaminato.

## Società

### Tradizioni e folclore
- Festa di sant'Antonio Abate, ad agosto.

## Infrastrutture e trasporti

### Ferrovie
Per alcuni decenni è stata anche un nodo ferroviario, infatti a partire dagli anni dieci vi giungeva una ferrovia a scartamento ridotto 950 mm, gestita dalle Ferrovie dello Stato ed esercitata con materiale di trazione trainato dalla locomotiva FS R.370, che partiva da Lercara Bassa (sulla linea a scartamento ordinario Palermo - Agrigento) e giungeva a Magazzolo, stazione della ferrovia Castelvetrano Porto Empedocle, linea a scartamento ridotto che collegava Castelvetrano (TP) a Porto Empedocle (AG). Proprio da Filaga (già Bivio Filaga) si diramava un tratto di linea, sempre a scartamento ridotto con cremagliera Strub, che attraverso Prizzi giungeva a Palazzo Adriano. La stazione venne chiusa insieme con le linee che vi afferivano nel 1959 e dopo decenni di abbandono è stata di recente restaurata per utilizzarla come struttura di supporto alle imprese zootecniche del circondario.